# Meja Mwangi
Meja Mwangi (Naniuqui, 27 de dezembro de 1948) é um escritor queniano, considerado, ao lado de Ngũgĩ wa Thiong'o, um dos mais importantes escritores do país. Meja Mwangi é autor de diversos livros premiados e traduzidos para o alemão, russo e japonês.

## Biografia
Mwangi cresceu em Naniuqui, uma cidade que abrigava um grande número de quartéis para os soldados britânicos. Sua mãe conseguiu emprego por famílias britânicas como empregada doméstica e, a partir destas famílias vieram os primeiros livros.
Em 1972 começou a trabalhar para uma rede de televisão francesa como técnico de som. Seu romance de 1973, Kill Me Quick ganhou o Prêmio Jomo Kenyatta para a literatura em 2004. Mwangi trabalhou por um tempo como um bibliotecário de cinema e escreveu sua obra seguinte: Carcase for Hounds, publicado em 1974. Na década de 1980 trabalhou como assistente de direção em diversas produções cinematográficas, como Out of Africa (1985), Gorillas in the Mist (1985), White Mischief (1988), Kitchen Toto (1987) e Shadow On The Sun (1988).
Na década de 1990 Mwangi começou a escrever livros infantis como Little White Man (1990, premiado em 1992 com o prêmio alemão Deutscher Jugendliteraturpreis) e escreveu o romance The Last Plague (2000).

## Obra
- Kill Me Quick (1973) ISBN 0435901435
- Going Down River Road (1976) ISBN 0435901761
- The Cockroach Dance (1979) ISBN 0582642760
- Carcase for Hounds (1974) ISBN 0435901451
- Taste of Death (1975)
- The Bushtrackers (1979) ISBN 0582785251
- Bread of Sorrow (1987)
- The Return of Shaka (1989)
- Weapon of Hunger (1989) ISBN 9966498133
- Striving for the Wind (1990) ISBN 0435909797
- The Last Plague (2000) ISBN 9966250646
- Mountain of Bones (2001)
- The Boy Gift (2006) ISBN 9781847284716
- Mama Dudu, the Insect Woman (2007) ISBN 9781847284686
- Baba Pesa (2007) ISBN 9780979647611
- The Big Chiefs (2007) ISBN 9780979647635
- Gun Runner (2007) ISBN 9780979647604
- Power (2009) ISBN 9780979647697
- Blood Brothers (2009) ISBN 9780982012604